# Eerste hulp bij motorongevallen
EHBMO staat voor eerste hulp bij motorongevallen.
Dit is de eerste hulp voor motorrijders waarbij voornamelijk aandacht wordt besteed aan het op de rug draaien van het slachtoffer en het afnemen van een integraalhelm. Daarbij moet rekening worden gehouden met het stabiliseren van de nek. Zowel het draaien van het slachtoffer als het afnemen van de helm moet eigenlijk vermeden worden, maar is soms onvermijdelijk, met name wanneer het slachtoffer niet ademt. 
Sommige helmen, zoals de systeemhelm en de jethelm, hoeven niet te worden afgenomen, omdat de hulpverlener bij het gezicht van het slachtoffer kan (voor beademen en aanspreken bijvoorbeeld).
Bij de motoropleidingen van de Koninklijke Landmacht maakt EHBMO sinds ca. 1994 deel uit van de opleiding. De Koninklijke Nederlandse Motorrijders Vereniging (KNMV) startte eind 2005 met de cursus MotoRescue, waarin hieraan ook aandacht wordt besteed.